# 소크족

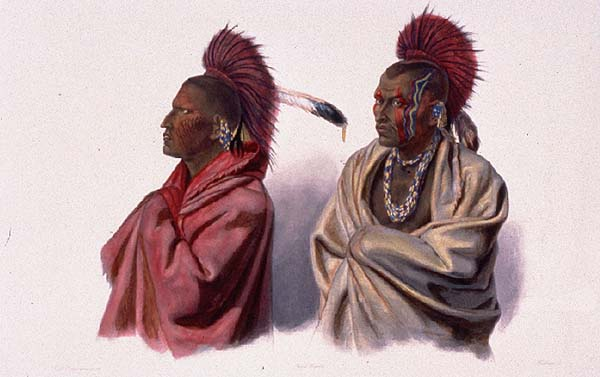
사우크 인디언 마시카(좌)와 와쿠사세(우)

소크족(Sauks) 또는 사크(Sacs)는 우드랜즈 동부 문화집단인 미국 인디언 부족이다. 그들 스스로는 오사아키이와키(oθaakiiwaki)라고 부르며 오지브와어로는 오자아기이(Ozaagii(-wag))라고 부른다. Sac나 Sauk는 프랑스식 내지 영국식 이름이다.
메스콰키족과 긴밀한 동맹 관계를 맺고 있었다. 알곤킨어파의 소크어를 모어로 사용하였다.

## 부족 체계
원래 사우크족은 부계전승 체제이며, 자손은 아버지를 통해 이어진다. 씨족들은 다음과 같은 이름으로 연결된다. 물고기, 바다/대양, 천둥, 곰, 여우, 감자, 사슴, 비버, 눈, 여우. 부족은 씨족장, 전사장, 가장과 전사들의 협의회로 통치된다. 수장들은 세 가지 분류가 있으며, 시민, 전쟁, 제사, 시민의 장만 세습된다. 나머지 두 수장들은 자신들의 능력 또는 영력을 증명함으로써 결정된다.
역사적으로 부족장과 통치자를 선출하는 전통적 방식은 미국의 사크와 폭스 대행인에 의해 대체되었다. 20세기에는 미국의 형식을 본받은 헌법 기관을 채택했다. 그들이 수장을 선출한다.

## 같이 보기
- 키카푸족
- 메스콰키족
- 미국 원주민